# Cymbium olla
Pour les articles homonymes, voir Yet (homonymie).
Yet
Espèce
Cymbium olla, aussi appelé yet ou yétte (mot wolof, langue nationale du Sénégal), est une espèce de mollusques gastéropodes marins de la famille des Volutidae. C'est un des ingrédients de la cuisine sénégalaise.
- Répartition : Est de l'océan Atlantique.
- Taille maximale : 10,5 à 13 cm.

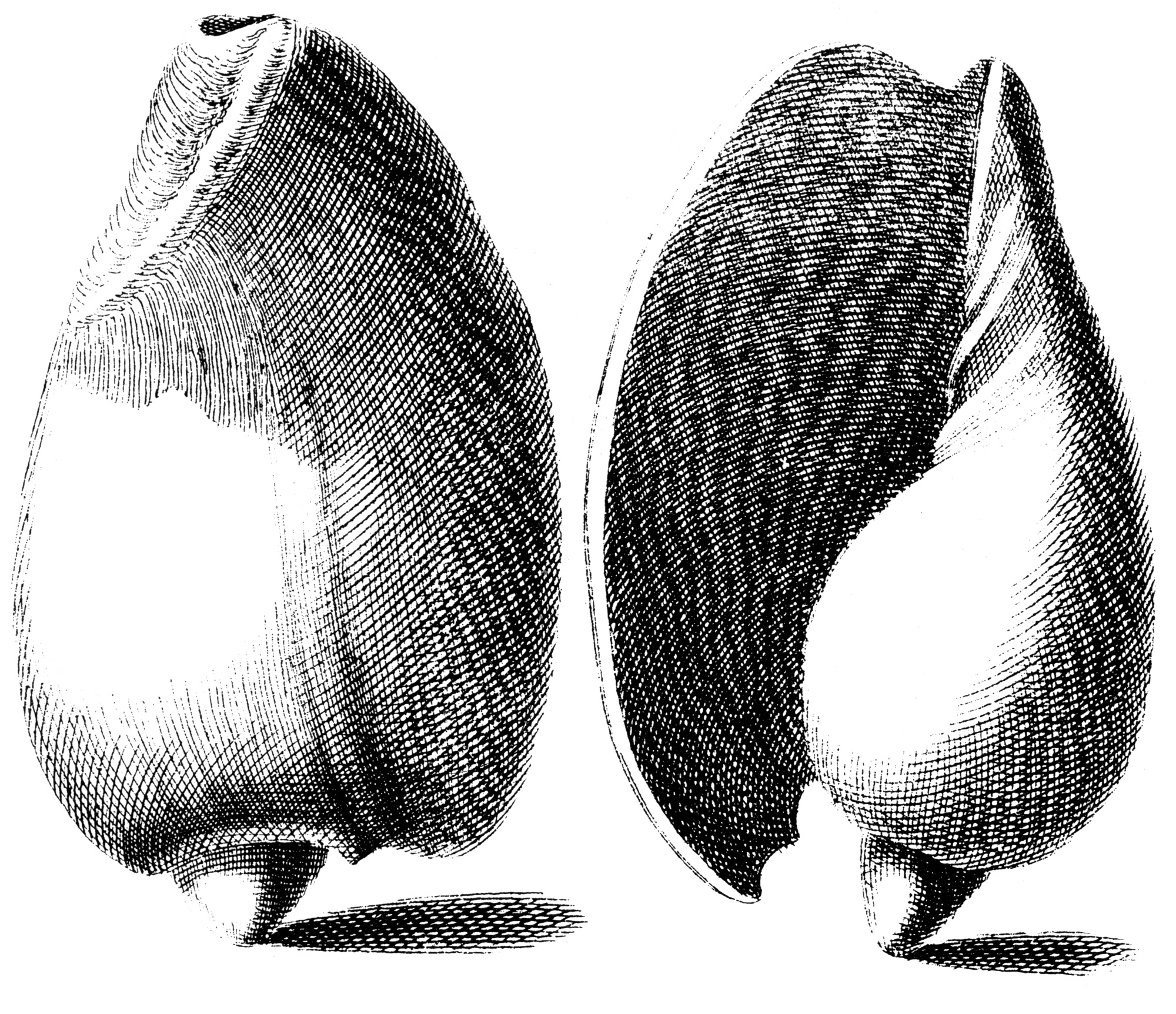
Illustration de l’Index Testarum Conchyliorum de Niccolò Gualtieri (1742).

## Préparation
Il est séché sur les plages. Il a une odeur assez forte. Après avoir cassé la coquille, le mollusque est enterré dans le sable plusieurs jours pour faisander. Lavé dans quatre à cinq eaux différentes, il est alors coupé en tranches et mis à sécher au soleil. Il acquiert un parfum très fort qui explique son surnom de camembert de mer ou de camembert sénégalais. Il est souvent utilisé dans le thiéboudiène et d'autres plats sénégalais pour parfumer.